# Hobgoblin (seriefigur)
Hobgoblin är en fiktiv figur som förekommer i serietidningsförlaget Marvel Comics produktion. Han är en skurk som inte drar sig ens för att mörda sina egna medarbetare. Han är Green Goblins efterträdare och vill precis som denne hämnas på och förinta Spindelmannen (Spider-Man).

## Historia
Den förste Hobgoblin var den mäktige industrimagnaten och kläddesignern Roderick Kingsley som var känd för sina tvivelaktiga metoder. Han hade känningar i den undre världen och fick ständigt nyttiga upplysningar av en del småskurkar. En av dessa råkade en gång hitta en av den framlidne superskurken Green Goblins (Norman Osborn) övergivna baser, och tänkte sälja denna information till Kingsley, som emellertid mördade honom som tack. 
Efter att ha läst igenom Norman Osborns egna journaler, där Kingsley bland annat fann den formel som hade givit Green Goblin övermänskliga krafter, beslöt sig Kingsley för att ta över Green Goblins roll och bli kriminell på heltid. Efter några smärre modifieringar av Green Goblins utrustning (han var ju trots allt en kläddesigner), blev Kingsley Hobgoblin.

## Handling
Inledningsvis hade Hobgoblin inga övermänskliga krafter. Därför blev han lätt besegrad av Spindelmannen i deras första strid. Han lyckades dock fly med endast ett par brutna revben som följd. I syfte att testa om Green Goblins styrkehöjande formel fortfarande fungerade, hypnotiserade han småskurken Lefty Donovan till att tro att han var Hobgoblin och gav honom av den hemliga dekokten. I tron att han verkligen var Hobgoblin stal Donovan kemikalier från företaget Oscorp, vilka han därefter använde för att tillverka en ny dekokt. Men när han använde formeln sprängdes huset han befann sig i. Han skadades så svårt att han hamnade i koma för en tid.
När Donovan omsider vaknade upp, flydde han från sjukhuset och letade upp Spindelmannen. Efter en hård strid besegrade Spindelmannen honom. Donovan fann då tillfället vara lägligt att avslöja för Spindelmannen vem hans chef var. Kingsley hade emellertid övervakat Donovans förehavanden via en TV‑länk, och innan Donovan hann säga något styrde Kingsley hans radiostyrda goblin‑glidare rakt in i en vägg, så att den kraschade, varvid Donovan dog. Efter detta försökte Kingsley själv att få övermänskliga krafter, men han fick för mycket av dekokten, så att även det huset sprängdes. Då blev Kingsley "den ultimata Goblin". Medan han slogs mot Spindelmannen iscensatte han sin egen död genom att låtsas drunkna.
Kingsley upptäckte efter en tid att reportern Ned Leeds hade fått reda på hans hemliga identitet som Hobgoblin. Då hypnotiserade Kingsley Ned Leeds att tro att han var Hobgoblin och Leeds skötte en del ärenden åt Kingsley såsom hans dubbelgångare. En av Hobgoblins största fiender, Jason Philip Macendale, lejde en mördare som kallades The Foreigner (Främlingen) som skulle döda Hobgoblin. Denne dödade då Ned Leeds istället i tron att han var Hobgoblin.
Efter detta beslöt sig Kingsley att dra sig tillbaka och flyttade till Belize i Centralamerika. Då övertog Jason Macendale identiteten som den nye Hobgoblin, och han blev den som uppehöll rollen allra längst. I ett försök att få övermänskliga krafter, ville Macendale sälja sin själ till demonen N'asrih, men demonen bara skrattade åt honom. Som ett skämt placerade N'asrih istället en liten demon inne i Macendale, så att han fick demonens ansikte med huggtänder och lång tunga. Därefter blev Macendale en cyborg. Denna demon som satt ihop med honom fick en egen kropp efter deras separering och blev känd som Demogoblin.
Efter ytterligare någon tid återvände Roderick Kingsley från Belize. Han dödade Macendale och blev åter Hobgoblin. Hobgoblin har även utökad fysik, precis som Green Goblin. Han är ungefär lika stark som Spider-Man: kapabel att lyfta ungefär 2 ton. Styrkan sitter dock inte bara i armarna utan i benen också: det gör att han kan hoppa ganska långt och högt och springa lite fortare än en normal människa.